# Willy Alberti-museum
Het Willy Alberti-museum was een museum in Amsterdam dat was gewijd aan de Amsterdamse zanger Willy Alberti, geboren Carel Verbrugge (1926-1985). Het was gevestigd in Nieuw-West en later heropend aan de rand van de Jordaan.
Er werden stukken getoond over het leven van de Jordaanse zanger, zoals foto's, schilderijen, cadeautjes, krantenknipsels, kostuums en platenhoezen. Ook waren er allerlei onderscheidingen te zien, zoals gouden platen, een oorkonde bij een koninklijke onderscheiding en een plaquette met het opschrift "Neêrlandsch jongste tenor" die hij in oktober 1940 op zijn veertiende kreeg van het Asta-theater in Amsterdam. Ook toonde het museum de pijp die Cliff Richard aan Willeke Alberti schonk voor haar vader en een aansteker die Frank Sinatra in het Concertgebouw liet vallen en door Alberti werd opgevangen. Verder waren souvenirs te zien uit zijn Amerikaanse tournee in 1959, toen hij daar met Marina een nummer 6-notering in de hitlijsten had behaald.
Veel stukken zijn afkomstig uit zijn nalatenschap die zijn weduwe, Ria Kuiper, ter beschikking stelde. Zij was ook betrokken bij het geven van rondleidingen en de initiatiefneemster van het museum, samen met de zanger en danser Hans van Oort die destijds voorzitter was van de Stichting Vriendenclub Willy Alberti. Verder waren er verwante memorabilia te zien, zoals foto's van de Willy Albertistraat in Hengelo. Ria Alberti-Kuiper overleed in maart 2011.
Het museum werd aanvankelijk op 5 maart 1997 geopend in het souterrain van het Hem-Hotel aan de Voorburgstraat in Nieuw-West. Op dit adres kende het museum een kort bestaan en werd het vanwege een tegenvallend bezoekersaantal in april 1998 gesloten. In 2001 werd het heropend in het centrum van Amsterdam, in het Grand Café Peter Batenburg aan het Max Euweplein. Het museum werd tot circa 2011/2014 voortgezet en is inmiddels opgeheven.